# Guido von Starhemberg
Guido Wald Rüdiger, conde de Starhemberg (Graz, 1657 - Viena, 1737), fue un oficial y militar austriaco.
Era primo de Ernst Rüdiger von Starhemberg (1638-1701), jefe de las tropas austriacas durante el asedio turco a Viena en 1683. También estuvo presente en la defensa de Viena como ayudante de campo y luchó contra los turcos a las órdenes de su primo, y más tarde con Eugenio de Saboya.
Entre 1706 y 1708, fue el comandante en jefe del Ejército imperial en Hungría, dirigiendo operaciones contra los rebeldes de Francisco Rákóczi II. En la Guerra de Sucesión Española combatió en Italia y España, y en 1708 fue declarado Comandante Supremo de las tropas austriacas en España. Junto a James Stanhope y tras las victorias de Almenar y Zaragoza, tomó Madrid en 1710.
En diciembre se vio obligado a abandonar la ciudad por la falta de apoyo por parte de la población madrileña al pretendiente austriaco. A consecuencia de las derrotas en Brihuega y Villaviciosa, se refugió en Cataluña, de la que fue nombrado virrey tras la marcha del Archiduque Carlos a Austria. Quedó al mando de las tropas austracistas en Cataluña y firmó el Convenio de Hospitalet, por el que se retiraba del Sitio de Barcelona y embarcaba sus tropas rumbo a Génova. Terminada la guerra, fue nombrado gobernador de Eslavonia. Falleció en 1737.